# یارمجه باغ
یارمجه باغ، روستایی در دهستان قینرجه بخش بغراطی شهرستان رزن در استان همدان ایران است.

## جمعیت
بر پایه سرشماری عمومی نفوس و مسکن در سال ۱۳۹۵، جمعیت این روستا برابر با ۷۱۶ نفر (۲۰۶ خانوار) بوده‌است.